# The Hitchhiker's Guide to the Galaxy (jeu vidéo)
Pour les articles homonymes, voir The Hitchhiker's Guide to the Galaxy.
The Hitchhiker's Guide to the Galaxy est un jeu vidéo de type fiction interactive développé et édité par Infocom, sorti en 1984 sur Amiga, Amstrad CPC, Amstrad PCW, Apple II, Apricot PC, Atari 8-bit, Atari ST, Commodore 64, Commodore 128, Commodore Plus/4, CP/M, DOS, Epson QX-10, Kaypro II, Mac OS, Osborne 1, TI-99/4A et TRS-80. Il est adapté du roman Le Guide du voyageur galactique de Douglas Adams.
Le jeu s'est vendu à plus de 340 000 exemplaires entre 1984 et 1988.

## Postérité
Le jeu est l'une des entrées de l'ouvrage Les 1001 jeux vidéo auxquels il faut avoir joué dans sa vie.